# Medea Mei-Figner
Medea Figner, también conocida como Medea-Mei-Figner (*4 de marzo de 1859, Florencia-†8 de julio de 1952, París) fue una famosa mezzo-soprano, y luego soprano, esposa del tenor Nikolái Figner (1857-1918), con quien formó un dúo operístico muy conocido en Rusia entre 1889 y 1904. 

## Biografía
Medea Mei nació en Florencia, Italia, pero al casarse con Nikolái se naturalizó rusa y cambió su nombre añadiendo el Figner. 
Estrenaron La dama de picas de Chaicovski. Su marido fue el tenor más celebrado del Teatro Mariinski donde cantó, entre otras óperas de Aleksandr Borodín (Principe Igor), Aleksandr Dargomyzhski (Rusalka), y Antón Rubinstein.

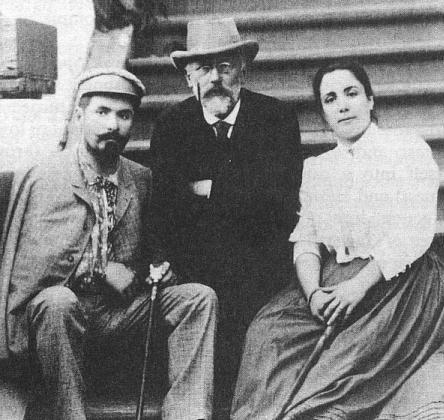
Chaikovski y los Figner

Famosa intérprete de los roles de mezzo de Verdi (Azucena, Amneris, Etc), viajó a Rusia en 1887 donde conoció a Nikolái Figner y se casó con él en 1889. A partir de ese momento, el tenor sólo cantó en óperas donde participaba Medea. Se recuerda su actuación como Carmen y Don José en la ópera de Bizet. Ella logró hablar ruso sin acento a tal punto que no se detectaba su ascendencia italiana.
Medea Figner fue la primera Mimi de La boheme en ruso siendo entrenada por el mismo Giacomo Puccini.
Amigos personales de Chaikovsky en 1890 estrenaron los papeles de Lisa y Hermann y en 1892 Iolanta y el compositor les dedicó sus "Seis romances". Asistieron a Chaicovski y su hermano Modesto durante la breve enfermedad y muerte de Piotr.
En 1904 la pareja se divorció y ella hizo una gira por Sudamérica regresando al Mariinsky donde actuó hasta 1912. Dejó Rusia en 1930 para establecerse en París donde murió a los 93 años.